# Jarafuel
Jarafuel – gmina w Hiszpanii, w prowincji Walencja, we wspólnocie autonomicznej Walencja, o powierzchni 103,09 km². W 2011 roku liczyła 824 mieszkańców.